# Luciana Guindani
Luciana Guindani (Cremona, 27 luglio 1937 – Cremona, 3 gennaio 2020) è stata una canoista italiana.

## Carriera
Nata a Cremona nel 1937, a 23 anni partecipò ai Giochi Olimpici di Roma 1960 nella gara del K2 500 metri, insieme a Gabriella Cotta Ramusino, diventando così la prima donna cremonese ad un'Olimpiade. Arrivate quarte in batteria con il tempo di 2'05"40, le due vinsero il ripescaggio in 2'08"85 e conclusero la finale al 7º posto con il tempo di 2'02"47.